# Abdulla Sultan Al Nasseri
Bản mẫu:Arabic name
Abdulla Sultan, tên đầy đủ Abdulla Sultan Ahmed Muftah Al Nasseri (sinh ngày 1 tháng 1 năm 1986) là một cầu thủ bóng đá người Các Tiểu vương quốc Ả Rập Thống nhất thi đấu cho Al Dhafra FC ở vị trí thủ môn; mùa giải 2010 anh mang áo số 30.